# Гузик, Иоланта
Иоланта Гузик (род. 31 декабря 1981, Явожно) — польская шахматистка, мастер ФИДЕ (2005 г.).

## Шахматная карьера
Наибольших успехов в своей карьере Иоланта Гузик добилась в динамичных шахматных партиях. На чемпионате Польши по быстрым шахматам среди женщин она завоевала три медали: золото (2004), серебро (2016) и бронзу (2007). Также она дважды завоевала бронзовую медаль на чемпионате Польши по блицу среди женщин: 1999 (Лодзь) и 2010 (Мыслибуж). Иоланта Гузик — пятикратный призёр женских командных чемпионатов Польши по блицу (золото: Мыслибуж 2010; серебро: Мельно 2007, Рацибуж 2008; бронза: Поляница-Здруй 2005, Катовице 2011). В 2012 году с шахматным клубом JKSz MCKiS Jaworzno она выиграла во Вроцлаве командный чемпионат Польши по шахматам среди женщин.
В 2008 году она заняла 3-е место (после Дариуша Микрута) на Мемориале Йозефа Доминика в Добчице.
Иоланта Гузик достигла самого высокого рейтинга в своей карьере 1 июля 2011 года с результатом 2150 очков. Тогда она заняла 30-е место среди польских шахматисток. С 2009 года стала президентом шахматного клуба JKSz MCKiS Jaworzno.